# Forças locacionais
Forças locacionais determinam ou orientam a distribuição geográfica das atividades econômicas de um país ou região, tais como:
- Custos de produção versus custos de transferência;
- Custos básicos versus custos locacionais;
- Localização e transporte;
- Disponibilidade e custos dos insumos.

## Classificação das forças locacionais
- Custos de transferências: frete;
- Custos relativos: custos produção;
- Outros fatores: Fiscais e financeiros, disponibilidade de bens físicos, políticas de desenvolvimento industrial, infra-estrutura, outros.